# شوكي الذيل
شوكي الذيل (Forktail) هي طيور حشرية صغيرة في جنس العُنْقُور. كانت في السابق من فصيلةسمنة (فصيلة)، ولكن في كثير من الأحيان الآن تُصنف كجزء من فصيلة خاطفات الذباب. اسمها مشتق من ذيلها الطويل الشوكي.